# Bera de Barcelona
Bera de Barcelona foi um conde de origem carolíngia e governante condal de Narbona. Governou o condado entre 817 e 820. Foi antecedido no governo por Ademar de Narbona e seguido por Leibulfo da Provença.

## Origem
Filho primogénito do conde de Toulouse, duque de Narbona e marquês de Gotia, Guilherme de Gellone (755-812), primo de Carlos Magno e de Cunegonda da Austrásia († 795), nobre de origem visigótica, citado no documento para a fundação da abadia de Saint-Guilhem-le-Desert, em dezembro de 804.
A paternidade de Bera é também indicada no Europäische Stammtafeln, vol III.

## Biografia
Em 790, seu pai, que no mesmo ano recebeu o condado de Toulouse, confiou-lhe o governo dos condados de Razès e de Conflent, enquanto os condados de Rossilhão e de Ampúrias foram destinados a seu meio-irmão Gaucelmo.
Bera casou com Romila, uma nobre talvez de origem visigótica, mas muito mais provavelmente franca, aparentada com o primeiro conde de Aragão, Auréolo.

### A conquista de Barcelona
Desde 796, Barcelona era governada pelo wali Sa'dun al-Ruayni, que logo entrou em conflito com o emir de Córdova, Aláqueme I. Em abril de 797, ele se apresentou em Aix-la-Chapelle e ofereceu a Carlos Magno a subjugação da cidade em troca de ajuda na luta contra Alandalus e a sua confirmação no poder.
Na primavera de 800, numa assembleia realizada em Toulouse, decidiu-se enviar a Barcelona o filho de Carlos, o rei da Aquitânia, Luís, o Pio e um exército, capitaneado por Rostano de Girona, Ademar de Narbona e Guilherme I de Toulouse, com a esperança de poder entrar facilmente na cidade.
Sa'dun, no entanto, recusou-se a entregar a cidade, forçando o exército franco a iniciar o cerco, que começou no outono de 800. Sa'dun tentou então alcançar Córdova, pedir a ajuda do Emir; mas foi capturado pelos sitiantes, e não há outras informações sobre ele.
Harun, um nobre muçulmano relacionado com as mais importantes famílias góticas de Barcelona, tomou o seu lugar, para conduzir uma resistência até ao amargo fim.
Como a população sofria de fome, depois de vários meses os mesmos parentes de Harun levaram-no prisioneiro e entregaram-no aos Francos, junto com a cidade.
Provavelmente Luís, o Pio entrou na cidade 4 de abril de 801, o dia após a entrega; Bera, que participara do cerco com o pai, segundo a Vita Hludowici Imperatoris , foi investido no condado de Barcelona e em todos os territórios que foram arrancados dos sarracenos; ao mesmo tempo, ele recebe o título de marquês,enquanto governava um condado de fronteira do império carolíngio.

### Expedições a Tortosa
Bera participou das expedições que foram realizadas pelos Francos em 804, 808 e 809, para trazer a fronteira com al-Andalus até ao rio Ebro, o que teria sido uma defesa natural certa.
Acredita-se que ele o fez apenas por dever porque, sob a influência de sua mãe, e de acordo com a maioria dos Visigodos do condado, ele era da opinião de que era mais conveniente manter a paz com os muçulmanos das terras vizinhas.

#### Primeira Expedição
A primeira expedição foi liderada pelo rei da Aquitânia, Luís I; chegados a Santa Coloma de Queralt, perto de Tarragona, o exército foi dividido em dois grupos: o primeiro, sob o comando de Luís, com destino a Tortosa, enquanto o segundo, sob o comando de Bera, Borrell, Conde de Osona, e Ademar de Narbona, teria que atacar a cidade pelo sul, atravessando o Ebro na confluência com o rio Cinca. Eles chegaram a Vila Rubea onde, os mouros os esperavam e os forçaram a recuar quase até Morella.
Reunidos com Luís, eles atacaram Tortosa, por oito dias, sem resultado.

#### Segunda Expedição
A segunda expedição, liderada pelo legado de Carlos Magno, Ingoberto, seguiu as mesmas táticas da primeira com a subdivisão em dois grupos; de acordo com a Vita Hludowici Imperatoris, Berà e Ademaro cruzaram o Ebro com os barcos que haviam preparado, enquanto os cavalos atravessaram a nado. No entanto, desde que haviam atravessado a cidade rio acima, as fezes de cavalos levados pelo rio colocavam os habitantes de Tortosa em guarda; os Francos, atacados pelo wali da cidade, conseguiram se salvar com poucas perdas. Mas eles tiveram que se juntar às tropas de Ingoberto e se retirar.

#### Terceira Expedição
A terceira expedição foi comandada ainda por Luís e, segundo a Vita Hludowici Imperatoris, Bera estava entre os comandantes da expedição que atingiu o rio Ebro. Segundo o historiador árabe Al Maqqari (nascido no século XVI e falecido no Cairo em 1632), o cerco foi quebrado por um ataque das tropas de al-Andalus, lideradas por Abd el Rahman, filho do emir Al Hakam I, que derrotou as tropas dos Francos.
Segundo o astrónomo, em vez disso, os habitantes de Tortosa, não tolerando o cerco, ofereceram as chaves da cidade a Luís, que, satisfeito, levantou o cerco.

A Peninsula ibérica em 814

Em 811, outra expedição foi organizada, da qual Bera não participou; desta vez foram trazidas as máquinas para o cerco que durou quarenta dias, e no final, Tortosa fazia parte da marca espanhola, que incluía todos os territórios abrangidos pelos Pirenéus.
Segundo o cronista Eginardo, na sua Vita Karoli Imperatoris Bera estava entre as testemunhas do testamento de Carlos Magno, escrito em 811.
Com a morte do pai, a 18 de maio de 812, os condados de Razès e Conflent se tornaram seus e logo depois os cede para serem administrados por seu filho, Guilherme. No ano seguinte, segundo a Histoire générale de Languedoc, Bera, com sua esposa Romila, em homenagem ao falecido pai, doou a abadia de Alet ao papa Leão III.
No mesmo ano, ele foi convocado para a corte de Aachen, juntamente com outros, incluindo o seu meio-irmão Gaucelmo, Odilona de Girona e Ademar de Narbona, pelo protesto contra impostos e imposições de vários proprietários de terra das províncias de Septimânia e Gótia, que obtiveram justiça de Carlos Magno, como mostra um documento de abril de 812.
A 2 de abril de 812, Carlos Magno divulgou um documento em que citava todas os condes da marca espanhola "Bera, Gaucelmo, Gisclafredo, Odilone, Ermengário, Ademar, Leibulfo e Erlino Comitibus", confirmando-os em suas atribuições.
No mesmo ano, muito provavelmente o conde Odilone morreu e Bera tomou posse dos condados de Girona e Besalú.

### A trégua
Após esta derrota, que confirmou os duas anteriores, as resoluções pacifistas de Bera finalmente foram ouvidas na corte e o imperador Carlos Magno, em 812, aceitou uma trégua de três anos.
Em 815, no final da trégua, recomeça a guerra contra os muçulmanos, que atacaram Barcelona, sob o comando de Ubayd Allah, tio do emir Al-Hakam I; na época do ataque à cidade, no entanto, um exército recrutado entre os Godos da província de Gotia foi interposto entre a cidade e o exército de al-Andalus, que teve que ser retirado.
Após esta vitória, o prestígio de Bera aumentou entre os Godos e as relações com a nobreza local melhoraram.
Em novembro de 816, o wali de Saragoça foi a Aachen e negociou uma nova trégua, que foi concedida em fevereiro de 817, por mais três anos.
Durante esta última trégua, os Francos sofreram derrotas, tanto em Pamplona (que desde 817 estava nas mãos da família arista de origem Basca, aliada aos muçulmanos da família Banu Qasi, senhores do vale do Ebro) e em Aragão (onde em 820, o conde de Aragão Aznar I, leal vassalo dos Francos, foi deposto em benefício de García Galíndez, o Maligno, que se aliou ao reino de Pamplona.

### Queda de Bera
Os inimigos de Bera, os Belicistas, liderados por seu meio-irmão, Gaucelmo, conde de Languedoc-Roussilhão e de Ampúrias, apoiados por seu meio-irmão (irmão de Bera), Bernardo de Septimânia, acusaram-no de ser responsável pelas derrotas acima mencionadas. por causa de seu apoio à trégua, que em sua opinião era prejudicial para os interesses do Império Franco.
Em fevereiro de 820 Bera foi convocado a Aquisgrana, onde o tenente de Gaucelmo, Sanila, formulou contra ele a acusação de infidelidade e traição; a disputa foi resolvida com um duelo em que Bera foi derrotado e, portanto, condenado à morte.
O imperador Luís II, o Piedoso, que tinha estima por Berà e não o considerava um traidor, comutou a sentença em exílio, que ele teve de cumprir na cidade de Rouen, onde morreu em 844.
Os seus domínios foram divididos: Barcelona, Girona e Besalú, aos quais foi adicionado o condado de Osona, que estava vago devido à morte do conde Borrell, foi nomeado um novo conde, Rampo, que não pertencia a nenhuma das duas facções ( pacifistas e belicistas); enquanto os condados de Razès e Conflent permaneciam nas mãos do filho de Bera, Guilhemundo, que já os governava desde 812.

## Matrimónio e descendência
Bera havia-se casado com Romila, antes de 813, porque naquele ano eles se revelaram marido e mulher de acordo com o documento nº 23-XVII da Histoire générale de Languedoc. Bera e Romila tiveram quatro filhos:
- Guilhemundo, chamado Guilherme († após 827), conde de Razès e Conflent, aliado aos sarracenos.[15]
- Argila de Conflent († após 846), que se tornou, após a morte de seu irmão primogénito, Conde de Conflent, e lhe sucede o seu filho, Bera,como o avô[16]
- Milone († após 866), lembrado por Carlo, o Calvo, como o filho de Bera e definido como um vassalo infiel.[17] Milone estava entre as testemunhas do documento de 865, no qual Lotário II de Lotaríngia aceitou solenemente para recuperar sua esposa, Teuteberga.[18]
- Rotruda († após 844), casado com o conde Alarico, viúvo desde 844, de acordo com o documento LXII da Marca Hispanica sive Limes Hispanicus, cedeu seus títulos a seu filho, chamado Auréolo[19] († após 844), enquanto a filha, chamada Ana († após 868), em 868, foi mencionada num julgamento de Salomone conde de Roussilhão.